# Fahrradsternfahrt
Eine Fahrradsternfahrt ist eine Veranstaltung, bei der Fahrradfahrer auf verschiedenen Touren – den Strahlen des Sterns – zu einem zentralen Treffpunkt fahren.

## Bayern
Bei der seit 2023 jährlich stattfindenden ADFC Fahrradsternfahrt des Bündnisses "Radentscheid München" nach München radeln bis zu 20.000 Menschen aus der ganzen Metropolregion München entlang bis zu 15 verschiedener Strecken in die Landeshauptstadt, um dort zu einem großen Demonstrationszug zusammenzufinden. Augsburg und Rosenheim waren dabei die weitesten Strecken. Nach einer gemeinsamen Runde durch die Innenstadt endet die Sternfahrt an einem zentralen Platz. Die Route führte in der Vergangenheit auch über den Mittleren Ring und die Autobahn A96 zwischen Sendling und Blumenau. Mit der Radldemo fordert das Bündnis besseren Radverkehr in Stadt und Land.

## Berlin und Brandenburg

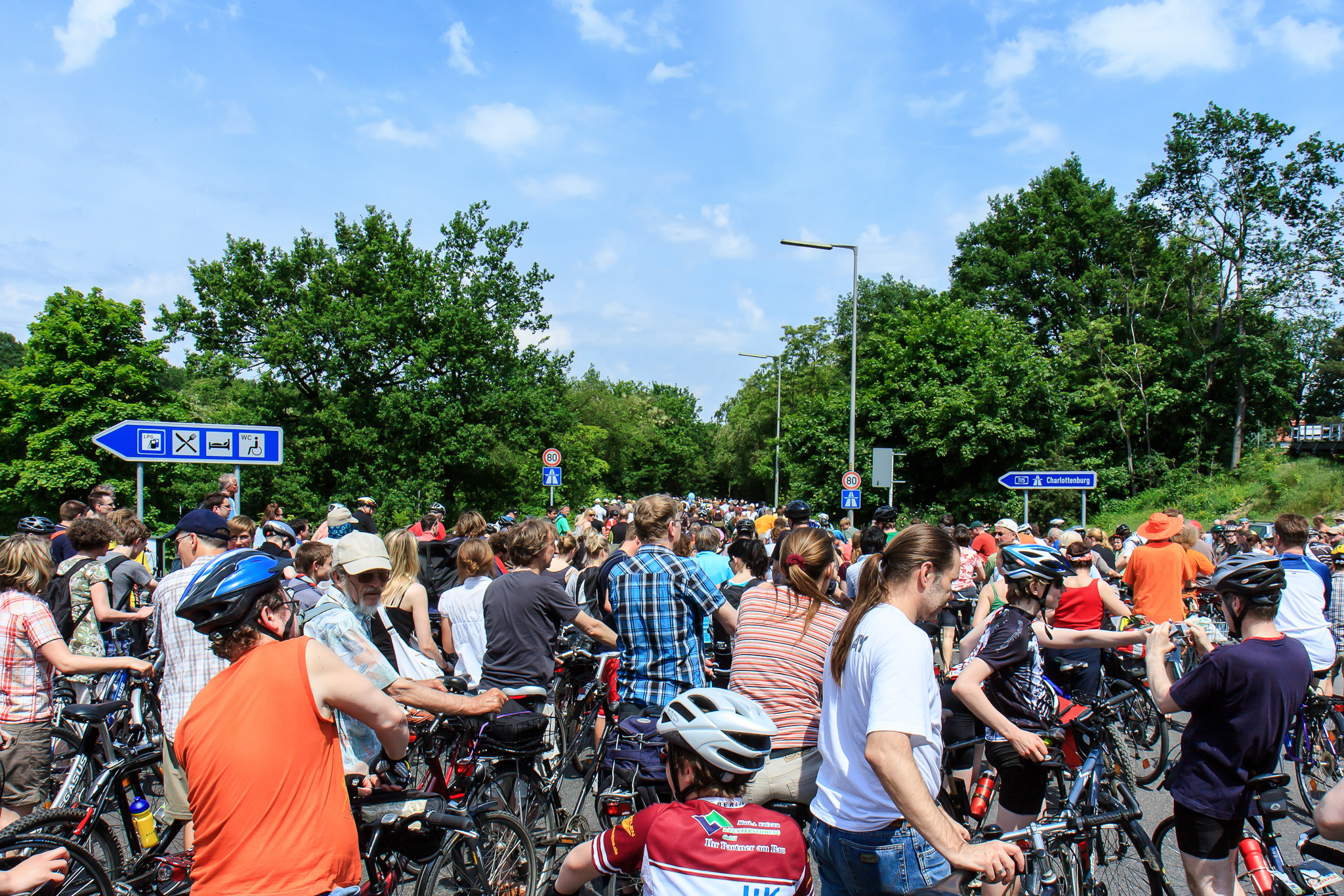
Sternfahrt Berlin 2010, Autobahnauffahrt AVUS

Die Fahrradsternfahrt in Berlin und Brandenburg ist eine Fahrraddemonstration und hat sich über viele Jahre hinweg zur weltweit größten und bekanntesten Fahrradsternfahrt entwickelt. Ziel ist es, den Fahrradverkehr sicherer und attraktiver zu machen und für sanfte Mobilität im Rahmen einer Verkehrswende zu werben. Die erste Fahrradsternfahrt fand am 5. Juni 1977 statt und beschränkte sich bis 1989 nur auf das Gebiet von West-Berlin. Die Teilnehmerzahl nahm stetig zu, seit Mitte der 1990er Jahre gab es jährlich über 25.000 Teilnehmer, 2002 wurde nach Angaben der Veranstalter die Grenze von 100.000 Teilnehmern erreicht, 2004 gab es nach Angaben der Berliner Polizei 250.000 Teilnehmer. Diese Zahl fiel in den Jahren 2005 und 2006 wegen schlechten Wetters auf 100.000 zurück. Veranstalter ist seit 1993 der Allgemeine Deutsche Fahrrad-Club (ADFC) Berlin e. V. Ursprünglich ins Leben gerufen wurde die Berliner Fahrradsternfahrt von der losen Radfahrervereinigung Grüne Radler.
Auf verschiedenen Routen mit vielen Treffpunkten und einer Gesamtstreckenlänge von über 1000 Kilometern (im Jahr 2015) führt die Fahrradsternfahrt ins Zentrum der Stadt Berlin, wo sie mit Ziel Umweltfestival zwischen dem Brandenburger Tor und dem Großen Stern endet.
Eine Besonderheit der Sternfahrt ist die nur an diesem Tag mögliche Befahrung der Stadtautobahn im Bereich der AVUS und des Britzer Tunnels, auch andere Teilstücke der Berliner Stadtautobahnen konnten bei früheren Sternfahrten schon befahren werden. Innerhalb der Stadt müssen Autofahrer schon mal bis zu einer Stunde warten, bis sie die andere Kreuzungsseite erreichen.
Die Berliner Fahrradsternfahrt findet in der Regel am ersten Sonntag im Juni aus Anlass des Weltumwelttages statt. Damit soll auch auf die Bedeutung des Fahrrades als umweltfreundliches Verkehrsmittel hingewiesen werden.
Die letzte großangekündigte Sternfahrt in Berlin fand am 2. Juni 2019 unter dem Motto „Mehr Platz fürs Rad“ statt.
2020 konnte aufgrund der COVID-19-Pandemie erstmals seit mehr als 40 Jahren keine Sternfahrt stattfinden. Geplant war sie für den 7. Juni mit dem Motto: „Straßen für alle - #MehrPlatzfürsRad“. Stattdessen fand unter der Bezeichnung „Fahrradstern“ (statt „Sternfahrt“) eine stationäre Demonstration statt.
Die Sternfahrt 2021 konnte pandemiebedingt nur kurzfristig angekündigt werden. Aufgrund aufwendigerer Genehmigungsverfahren im Land Brandenburg waren die meisten Routen auf das Berliner Stadtgebiet begrenzt. Die Demonstration am 6. Juni war infolgedessen kleiner als in den vorhergehenden Jahren.
Auch 2022 erreichte die Teilnehmerzahl noch nicht wieder das Niveau wie vor der Pandemie.
Teilnehmerentwicklung der Berliner Fahrradsternfahrt
Die Teilnehmerzahlen vor dem Jahr 2020 sind aufgrund anderer Zählweise nur bedingt mit denen von danach zu vergleichen (siehe auch Erklärung weiter unten). Vor 2020 wurden alle, die auch nur abschnittsweise mitfuhren gezählt bzw. geschätzt, danach nur die, die bis zum Ziel mitfuhren. Nach Angaben der „BI Gegen die Westtangente“ (1977) bzw. des ADFC Berlin (ab 1993) sind folgende Teilnehmerzahlen zu verzeichnen gewesen:

| Jahr | Teilnehmer | Routen       | Treffpunkte  |
| ---- | ---------- | ------------ | ------------ |
| 2025 | 025.000    | 20           | 69           |
| 2024 | 032.000    | 20           | 69           |
| 2023 | 050.000    | 18           | 75           |
| 2022 | 030.000    | 18           | 88           |
| 2021 | 020.000    | 16           | 61           |
| 2020 | 0abgesagt  | 19 (geplant) | 91 (geplant) |
| 2019 | 090.000    | 19           | 91           |
| 2018 | 090.000    | 19           | 90           |
| 2017 | 100.000    | 19           | 90           |
| 2016 | 140.000    | 19           | 90           |
| 2015 | 120.000    | 19           | 90           |
| 2014 | 200.000    | 19           | 90           |
| 2013 | 100.000    | 19           | 90           |
| 2012 | 150.000    | 19           | 88           |
| 2011 | 150.000    | 19           | 88           |
| 2010 | 200.000    | 19           | –            |
| 2009 | 100.000    | 18           | 86           |
| 2008 | 250.000    | 18           | 80           |
| 2007 | 250.000    | 18           | 82           |
| 2006 | 100.000    | 19           | 81           |
| 2005 | 100.000    | 17           | 81           |
| 2004 | 250.000    | 16           | 75           |
| 2003 | 100.000    | -            | -            |
| 2002 | 100.000    | 13           | 57           |
| 2001 | 50.000     | 13           | 56           |
| 2000 | 30.000     | 13           | -            |
| 1999 | 25.000     | -            | -            |
| 1998 | 25.000     | -            | -            |
| 1997 | 25.000     | -            | -            |
| 1996 | 25.000     | -            | -            |
| 1995 | 10.000     | -            | -            |
| 1989 | unbekannt  | 8            | -            |
| 1988 | unbekannt  | 8            | -            |
| 1977 | 8.000      | 11           | -            |

Die Polizei gab 22.500 Teilnehmer für das Jahr 2014 an, 35.000 für 2015 und für 2016 gut 20.000. Für die 2017 unter dem Motto Fahrradland Deutschland. Jetzt! veranstaltete Sternfahrt gab die Polizei keine Teilnehmerzahl an; nach einer Zählung und Schätzung des Tagesspiegels sollen es rund 30.000 Teilnehmer gewesen sein, die fast bis zum Schluss mitfuhren. Der ADFC zählt bzw. schätzt dagegen alle Mitfahrenden, auch die, die nur eine kurze Strecke mitfahren und nicht bis zum Schluss dabei sind. 2019 schätzte die Polizei die Teilnehmerzahl mit „deutlich unter 30.000“ ab. Die polizeiliche Schätzung für 2021 ist „zwischen 10.000 und 20.000 Menschen“. 2023 und 2024 gaben sowohl der ADFC als auch die Polizei 50.000 bzw. 32.000 Teilnehmende an. 2025 lag die Schätzung der Polizei bei 13.500 Teilnehmenden.

## Hamburg, Niedersachsen und Schleswig-Holstein

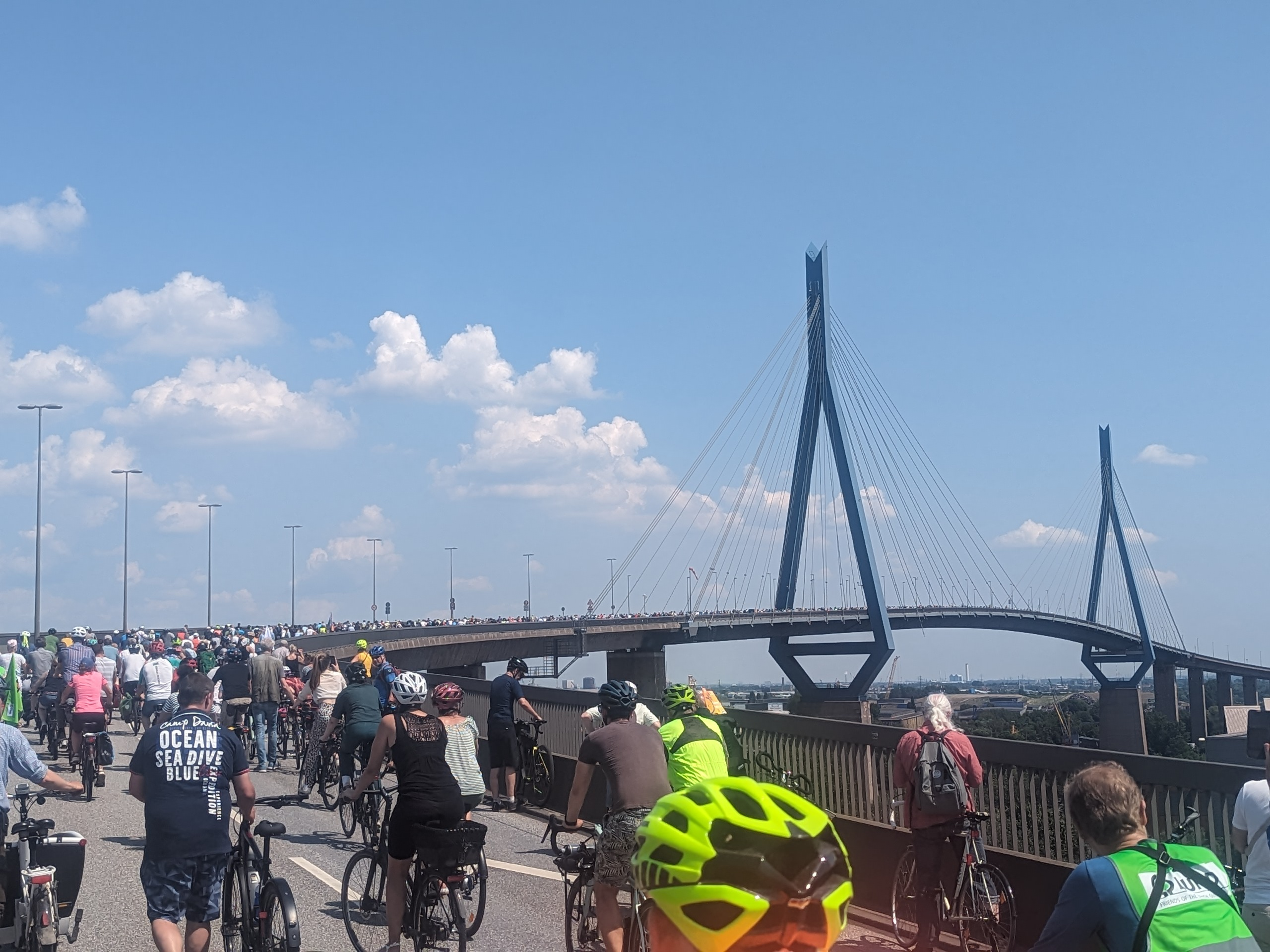
Überfahrt der Köhlbrandbrücke bei der Fahrradsternfahrt Hamburg 2023

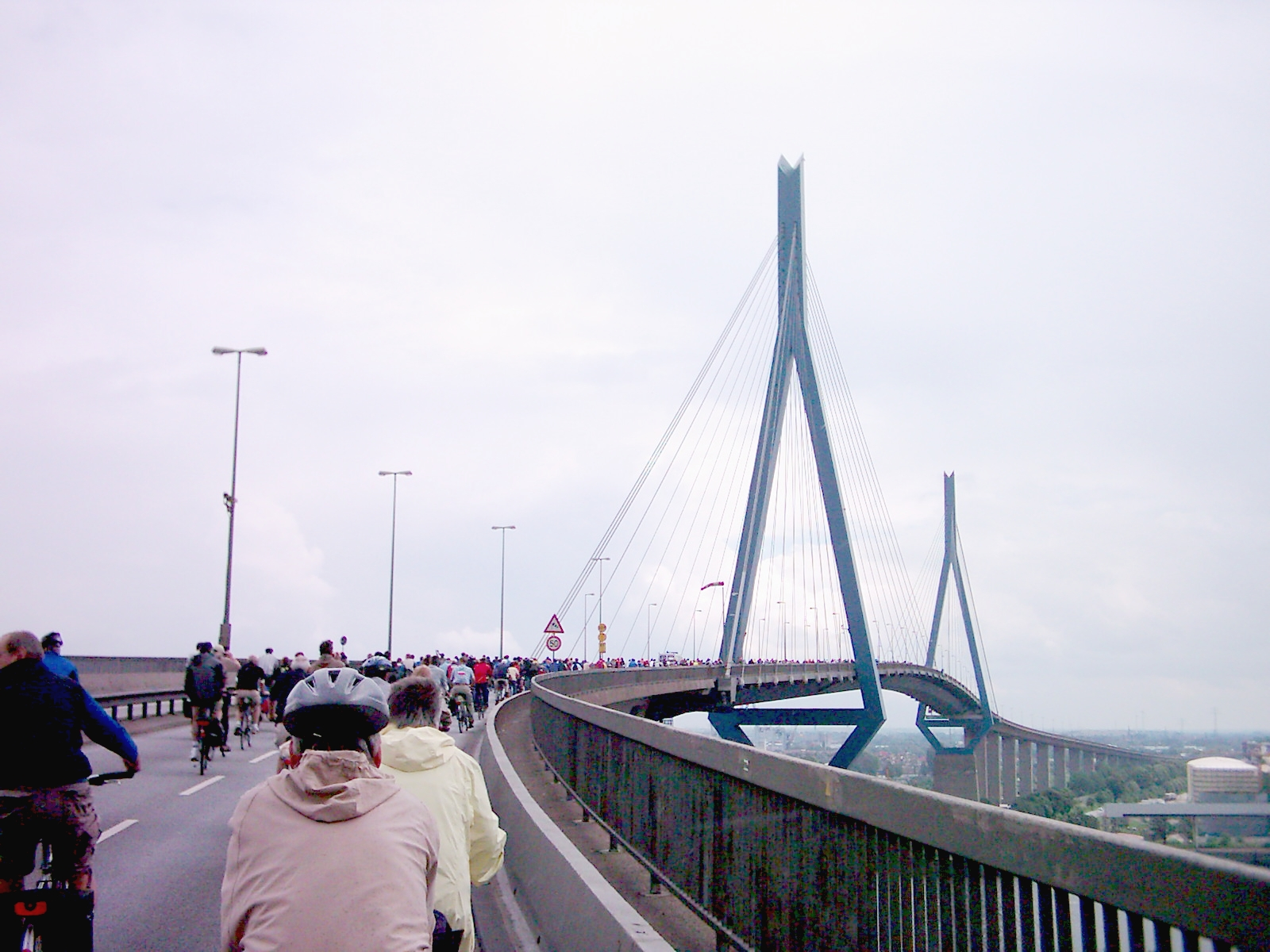
Überfahrt der Köhlbrandbrücke bei der Fahrradsternfahrt Hamburg 2007

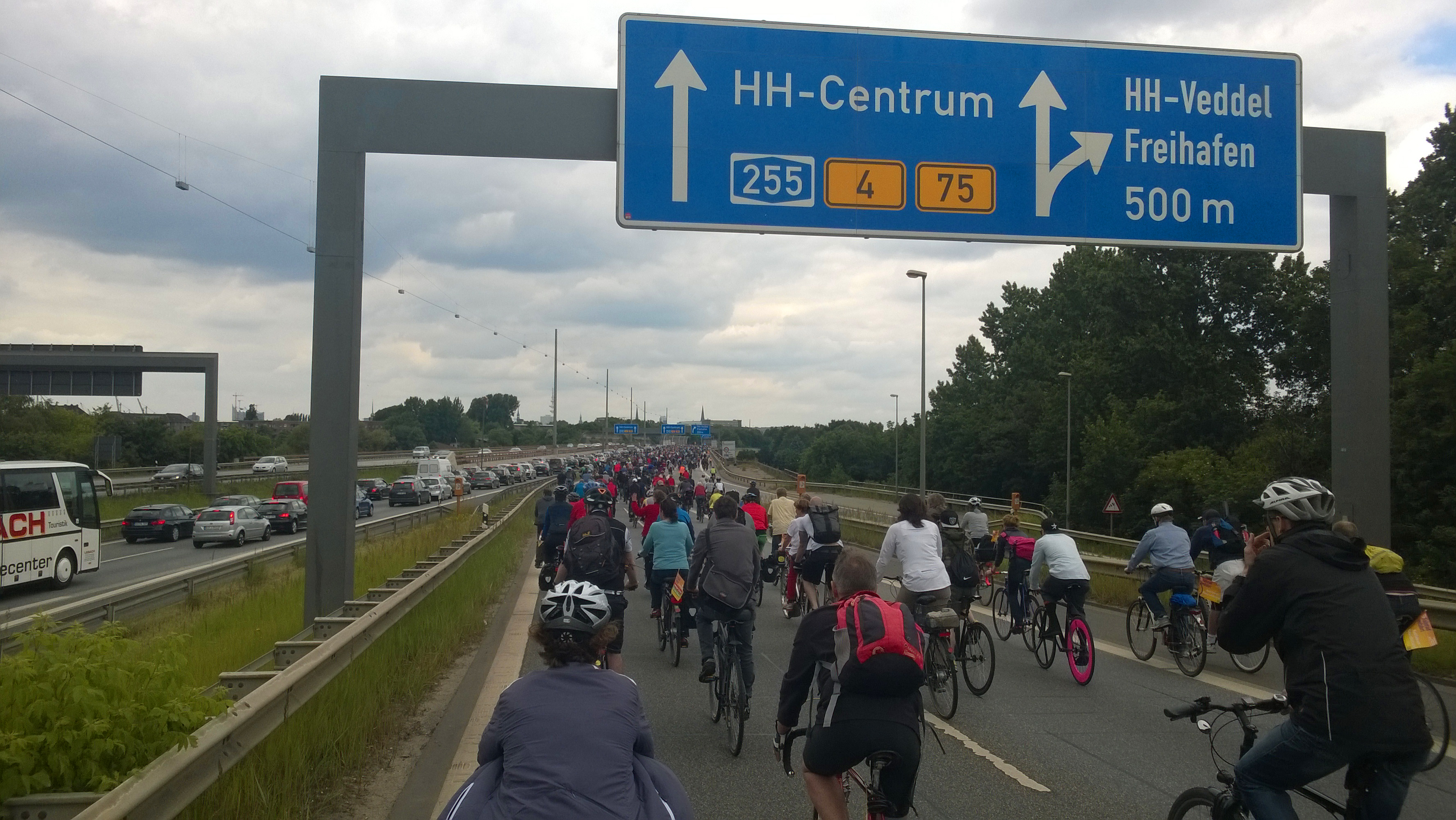
Fahrradsternfahrt Hamburg 2015 auf der A255

Jährlich am dritten Sonntag im Juni wird die Fahrradsternfahrt in Hamburg, Niedersachsen und Schleswig-Holstein anlässlich des bundesweiten Mobil-ohne-Auto-Tages veranstaltet. Bei 30.000 Teilnehmern im Jahr 2015 liegt der bisherige Rekord. Die zeitlich versetzten Startpunkte sind über das gesamte Hamburger Stadtgebiet sowie in den benachbarten Landkreisen in Niedersachsen und Schleswig-Holstein verteilt. Die einzelnen Gruppen vereinigen sich so zu immer größeren Gruppen, mit dem Ziel zeitgleich einen zentralen Punkt in der Hamburger Innenstadt zu erreichen.
Höhepunkt der Fahrt auf den Strahlen aus Niedersachsen und dem südlichen Hamburg ist die Fahrt über die Köhlbrandbrücke, die höchste Hamburger Brücke, sowie über zahlreiche Autobahnabschnitte, die eigens für diese Veranstaltung gesperrt werden.
Die ersten großen Sternfahrten in Hamburg gab es Ende der 1970er und Anfang der 1980er Jahre. Später wurden auch vom ADFC-Hamburg Fahrradsternfahrten organisiert, die aber Anfang der 1980er Jahre aufgegeben wurden, da die Zahl der teilnehmenden Menschen immer weiter abnahm. Gegen Ende der 1990er Jahre gab es in Hamburg einen neuen Anlauf für eine Fahrradsternfahrt. Begonnen wurde damals mit einigen hundert Teilnehmern.
Die Hamburger Fahrradsternfahrt wird nach dem Versammlungsgesetz als Demonstration durchgeführt. Neben der Förderung des Fahrradverkehrs wird auch die Förderung des Umweltverbundes verlangt. Die Fahrradsternfahrt Hamburg ist der jährlich wiederkehrende Endpunkt einer Kampagne für umweltfreundliche Verkehrsmittel. Bereits ab März werden Handzettel verteilt und Aktionen durchgeführt, um auf die Sternfahrt und deren Ziele aufmerksam zu machen. Die Hamburger Fahrradsternfahrt wird von einem Bündnis getragen, zu dem verschiedene Gruppierungen des ADFC gehören, aber auch globalisierungskritische Initiativen wie attac, Friedens- und Umweltverbände wie Greenpeace, Vereine für Umweltschutz und sanften Tourismus wie die Naturfreunde, große Verkehrsverbände wie der Verkehrsclub Deutschland, wie auch kleinere Initiativen und Vereine.
Teilnehmerentwicklung der Hamburger Fahrradsternfahrt
| Jahr | Teilnehmer |
| ---- | ---------- |
| 2025 | 11.000     |
| 2024 | 12.000     |
| 2023 | 08.500     |
| 2022 | 05.000     |
| 2021 | 04.000     |
| 2020 | abgesagt   |
| 2019 | 30.000     |
| 2018 | 27.000     |
| 2017 | 30.000     |
| 2016 | 26.000     |
| 2015 | 30.000     |
| 2014 | 23.000     |
| 2013 | 12.000     |
| 2012 | 12.000     |
| 2011 | 08.000     |
| 2010 | 10.000     |
| 2009 | 18.000     |

## Nordrhein-Westfalen

### Fahrradsternfahrt in Düsseldorf
Seit 2008 veranstaltet der ADFC Düsseldorf eine jährliche Fahrradsternfahrt. Von verschiedenen Orten in Düsseldorf, aber auch aus den umgebenden Städten wie Duisburg fuhren 2011 bereits 2.500 Menschen zum Landtagsgebäude. 2013 wurde die Sternfahrt in der bzw. in die Landeshauptstadt erstmals aktiv vom ADFC-Landesverband NRW unterstützt und somit auch als 1. ADFC NRW FahrradSternfahrt deklariert; am 5. Mai 2013 nahmen rund 5.000 Radler an der Sternfahrt teil. Am 11. Mai 2014 waren es rund 7.500 Radfahrer. Bei der Sternfahrt 2019 fuhren etwa 6.000 Radler am 2. Juni von mehr als 60 Standorten in die Landeshauptstadt Düsseldorf, wo über 206.000 Unterschriften der NRW-weiten Volksinitiative Aufbruch Fahrrad an den Landtag übergeben wurden.

### Kölner Fahrrad-Sternfahrt
Die Kölner Fahrrad-Sternfahrt wird seit 2008 vom Aktionsbündnis Kölner Sternfahrt veranstaltet. Dieses besteht aus verschiedenen an der Organisation der Sternfahrt beteiligten Umwelt- und Verkehrsverbänden/-initiativen, politischen Gruppen sowie interessierten Einzelpersonen:
- Allgemeiner Deutscher Fahrrad-Club e. V. (ADFC)
- AK Umwelt KölnSPD
- Arbeitskreis Ökologie GrüneKöln
- BewohnerInnen-Verein Autofreie Siedlung Nippes (Nachbarn60)
- KölnAgenda e. V.
- Ökologisch-Demokratische Partei KölnBonn (ÖDP)
- Robin Wood Köln
- VCD Köln und Umgebung

und andere
Die 6. Kölner Fahrrad-Sternfahrt fand am 16. Juni 2013 unter dem Motto Dem Fahrrad Raum geben – Machen wir Köln zur Fahrradstadt! statt. 2014 wurde der gemeinnützige Verein zu Förderung der Kölner Fahrrad-Sternfahrt e. V. gegründet. Zweck des Vereins ist es, alle Bürger, die sich eine gesunde, umweltfreundliche und damit lebenswerte Mobilität im öffentlichen Verkehr wünschen und besonders den Fahrradverkehr verbessern wollen, in einer Fahrrad-Sternfahrt zusammenzuführen.
Traditionell starten die Radler am Vormittag von ca. 30 Treffpunkten auf Kölner Stadtgebiet und Umgebung. Sternförmig fahren die einzelnen Gruppen in 9 Routen in die Kölner Innenstadt. Um 14 Uhr beginnt eine gemeinsame Rundfahrt durch die Kölner Innenstadt und anschließend findet um 15 Uhr eine große Abschlusskundgebung mit verschiedenen Rednern und Informationsständen statt. Die Demonstranten fordern dringend bessere Rahmenbedingungen für Radfahrer, damit das Fahrrad als Verkehrsmittel in Köln noch selbstverständlicher und sicherer wird. Damit der Mensch mobil bleibt und die Stadt noch lebenswerter wird.

### Fahrrad-Sternfahrt Dortmund
Nachdem es am 17. Juni 2012 in Dortmund bereits eine mit rund 300 Teilnehmern relativ große Fahrraddemonstration gab, haben sich Vertreter unterschiedlicher Einrichtungen dazu entschlossen, künftig am Aktionstag Mobil ohne Auto die Fahrrad-Sternfahrt Dortmund zu organisieren. Die erste Sternfahrt fand am 16. Juni 2013 mit 2.500 Radlern statt.

## Baden-Württemberg

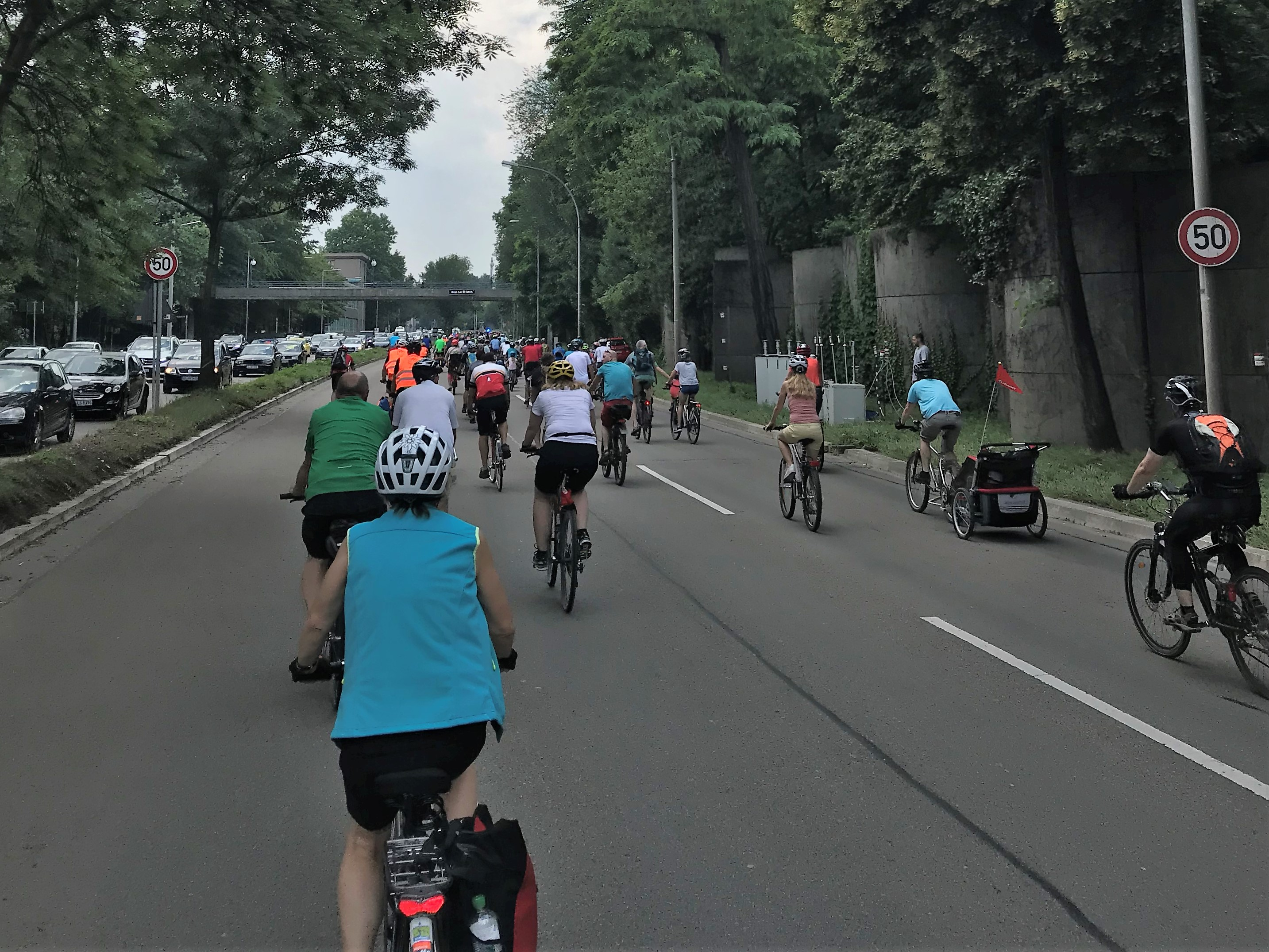
RadSternfahrt Baden-Württemberg Juni 2018 auf der B14 in Stuttgart

Im Jahr 2012 scheiterte ein erster Versuch, eine Sternfahrt durchzuführen, an Sicherheitsbedenken und es wurde nur eine sogenannte Pilotfahrt veranstaltet. Das Ministerium für Verkehr und Infrastruktur Baden-Württemberg veranstaltete 2013 mit Unterstützung des ADFC Baden-Württemberg die erste Sternfahrt. Hierbei wurden ca. 4.000 Besucher gezählt.
Die Sternfahrt 2014 wurde erstmals vom ADFC durchgeführt und hatte ca. 6.000 Besucher.
Unter dem Motto „Fahrrad statt Feinstaub“ fand am 10. Juni 2018 über sieben Routen die sechste Sternfahrt mit fast 7000 Teilnehmerinnen und Teilnehmern statt. An der RadSternfahrt Baden-Württemberg 2019 am 19. Mai 2019 nahmen unter dem Motto #MehrPlatzFürsRad mehrere tausend Radfahrer teil.

## Sachsen-Anhalt
In Magdeburg organisiert der ADFC seit 2011 einmal jährlich den Fahrradaktionstag. Zum Programm gehört eine Sternfahrt zu einem Sammelpunkt und eine anschließende Fahrradrundfahrt durch die Stadt und über den Magdeburger Ring. 2013 waren fast 2000 Radfahrer beteiligt. Das Programm wird durch ein Kinder- und Familienfest abgerundet.

## Thüringen
Das „Freudenthal“, eine gastronomische Einrichtung unterhalb der Burg Gleichen in Wandersleben, ist das Ziel der alljährlich stattfindenden „Thüringer Burgenfahrt“, an der regelmäßig mehr als 10.000 Radfahrer teilnehmen. Die traditionelle Sternfahrt hatte im Jahre 1998 mit damals über 10.000 Teilnehmern Einzug ins Guinness-Buch der Rekorde. Internationale Radsportprofis, die bereits teilnahmen, sind u. a. Eddy Merckx, Bernard Hinault, Danny Clark, Rudi Altig, Francesco Moser, Gustav Adolf Schur, Olaf Ludwig, Lutz Heßlich und Didi Thurau.

## Grenzüberschreitende Fahrradsternfahrt
Seit 2010 gibt es im polnischen Stettin (Szczecin) eine Fahrradsternfahrt. Sie findet Anfang Juni an einem landesweiten polnischen Fahrradaktionstag statt. Seit 2013 beginnt ein Ast der Sternfahrt in der deutschen Stadt Gartz (Oder). Damit war die Stettiner Fahrradsternfahrt die erste grenzüberschreitende Sternfahrt europaweit. 2017 gab es insgesamt sechs Äste, die in Widuchowa, Goleniów, Stargard, Police, Lipiany sowie in Gartz (über den Bahnhof Tantow) starteten.
Die Berliner Fahrradsternfahrt startet jeweils am Vorabend in Szczecin.

## Flèche Allemagne
Seit 2005 organisieren die Audax Randonneurs Allemagne eine Fahrradsternfahrt zur Wartburg in Eisenach, die „Flèche Allemagne“. Dabei starten Teams (drei bis fünf Fahrer) an einem beliebigen Startpunkt und legen in 24 Stunden mindestens 360 Kilometer zum Ziel zurück. Die Strecke kann frei gewählt werden, muss aber vorab, inklusive Kontrollpunkte, vom Team Captain eingereicht werden. In den Morgenstunden treffen sich viele Teams in und um Eisenach, um die letzten Kilometer zusammen zu absolvieren. Die Flèche Allemagne wird offiziell vom Audax Club Parisien homologiert.